# 국동
국동(菊洞)은 대한민국 전라남도 여수시의 동이다.

## 개요
국동은 조선 세종대왕 때에 동래, 울산, 창원의 삼포를 개항 일본과 통상을 하기로 약정되자 지정항 이외에 음밀히 기항을 수행하였다. 그 후 외적의 방비에 만반의 태세를 갖추기 위해 당시 봉산리에서 현재 국동에다 국포만호를 두었다. (현재 남초등학교 뒷편) 그리하여 국포만호는 지역적으로 국방상 중요성을 띄게 되었다. 그 후 충무공 이순신 장군이 여수에 도임하여 관방이 되었다 하여 당시의 국포(菊浦)를 국개로 부르게 되었다. 또한 5.16 군사정변 후 1967년 1월 1일 법정동으로 확정됨에 따라 국동으로 부르게 되었다고 한다.

## 법정동
- 국동

### 교통
- 여수공항 (20km)
- 여수엑스포역 (7km)

## 교육
- 여수남초등학교 (어항로 22)
- 여수구봉초등학교 (구봉산길 51)
- 여수구봉중학교 (국동4길 49)
- 전남대학교 국동캠퍼스 (신월로 648)

## 기관
- 국동주민센터 (국동남5길 22)
- 호텔더원 (국포1로 6)
- 씨사이드인여수호텔앤리조트 (국포1로 47)

## 상업
- 롯데몰 여수점 (국포1로 36)
- 롯데마트 여수점 (국포1로 36)

## 주거
- 경남아파트 (구봉길 29)
- 국동시영아파트 (구봉길 41)
- 국동귀인아파트 (구봉길 43)
- 라인2차아파트 (구봉길 75)
- 라인1차아파트 (구봉길 79)
- 국동중앙아파트 (구봉산길 52)
- 국동주공2단지 (신월로 641)
- 국동세화포커스 (신월로 642-1)
- 서희스타힐스아파트 (신월로 655)
- 대주아파트 (신월로 686)

## 도로명주소 목록
- 구봉1길
- 구봉2길
- 구봉길
- 구봉산길
- 국동1길
- 국동2길
- 국동3길
- 국동4길
- 국동5길
- 국동6길
- 국동7길
- 국동8길
- 국동9길
- 국동10길
- 국동11길
- 국동12길
- 국동13길
- 국동14길
- 국동15길
- 국동남1길
- 국동남2길
- 국동남3길
- 국동남4길
- 국동남5길
- 국동남6길
- 국동남7길
- 국동남8길
- 국동남9길
- 국포1로
- 봉산2로
- 봉산남7길
- 신월로
- 어항단지로
- 어항로